# 唐津市玄海海中展望塔
唐津市玄海海中展望塔（からつしげんかいかいちゅうてんぼうとう）は、佐賀県唐津市鎮西町にある海中展望塔。1974年（昭和49年）12月1日に竣工・開館した。設計者は清家清。日本海側で唯一の海中展望塔である。

## 施設
唐津市鎮西町の波戸岬に近く、陸地から海上に向かって86 mほど突き出した桟橋の先に高さ21.4 mの塔がある。その階下に水深7 mの海中展望室があり海中の景色を眺めることができる。
リニューアル工事のため2023年（令和5年）9月1日から2024年（令和6年）3月末までの一時休館を経て、同年4月1日にリニューアルオープンした。

## 所在地
- 唐津市鎮西町波戸1628-1[1]

## アクセス
- 昭和バス 波戸岬バス停から徒歩5分[6]